# Аламанс (округ)
Округ Аламанс (англ. Alamance County) располагается в штате Северная Каролина, США. Официально образован в 1849 году. По состоянию на 2012 год, численность населения составляла 153 920 человек.

## География
По данным Бюро переписи США, общая площадь округа равняется 1126,651 км2, из которых 1113,701 км2 суша и 12,950 км2 или 1,100 % это водоёмы.

## Население
По данным переписи населения 2010 года в округе проживает 151 131 жителей в составе 59 960 домашних хозяйств и 39 848 семей. Плотность населения составляет 134,10 человек на км2. На территории округа насчитывается 66 055 жилых строений, при плотности застройки около 58,60-ти строений на км2. Расовый состав населения: белые — 71,10 %, афроамериканцы — 18,80 %, коренные американцы (индейцы) — 0,70 %, азиаты — 1,20 %, гавайцы — 0,02 %, представители других рас — 6,10 %, представители двух или более рас — 2,10 %. Испаноязычные составляли 11,00 % населения независимо от расы.
В составе 29,20 % из общего числа домашних хозяйств проживают дети в возрасте до 18 лет, 47,20 % домашних хозяйств представляют собой супружеские пары проживающие вместе, 14,50 % домашних хозяйств представляют собой одиноких женщин без супруга, 33,50 % домашних хозяйств не имеют отношения к семьям, 27,80 % домашних хозяйств состоят из одного человека, 26,60 % домашних хозяйств состоят из престарелых (65 лет и старше), проживающих в одиночестве. Средний размер домашних хозяйств составляет 2,45 человека, и средний размер семьи 2,98 человека.
Возрастной состав округа: 26,70 % моложе 18 лет, 7,20 % от 18 до 24, 25,10 % от 25 до 44, 26,30 % от 45 до 64 и 26,30 % от 65 и старше. Средний возраст жителя округа 38.7 лет. На каждые 100 женщин приходится 92,50 мужчин. На каждые 100 женщин старше 18 лет приходится 89,00 мужчин.
Средний доход на домохозяйство в округе составлял 44 430 USD, на семью — 54 605 USD. Среднестатистический заработок мужчины был 31 906 USD против 23 367 USD для женщины. Доход на душу населения составлял 23 477 USD. Около 13,70 % семей и 16,10 % общего населения находились ниже черты бедности, в том числе — 25,00 % молодежи (тех, кому ещё не исполнилось 18 лет) и 8,70 % тех, кому было уже больше 65 лет.